# René van Helsdingen
René van Helsdingen (Jakarta, 25 februari 1957) is een Nederlands jazzpianist.

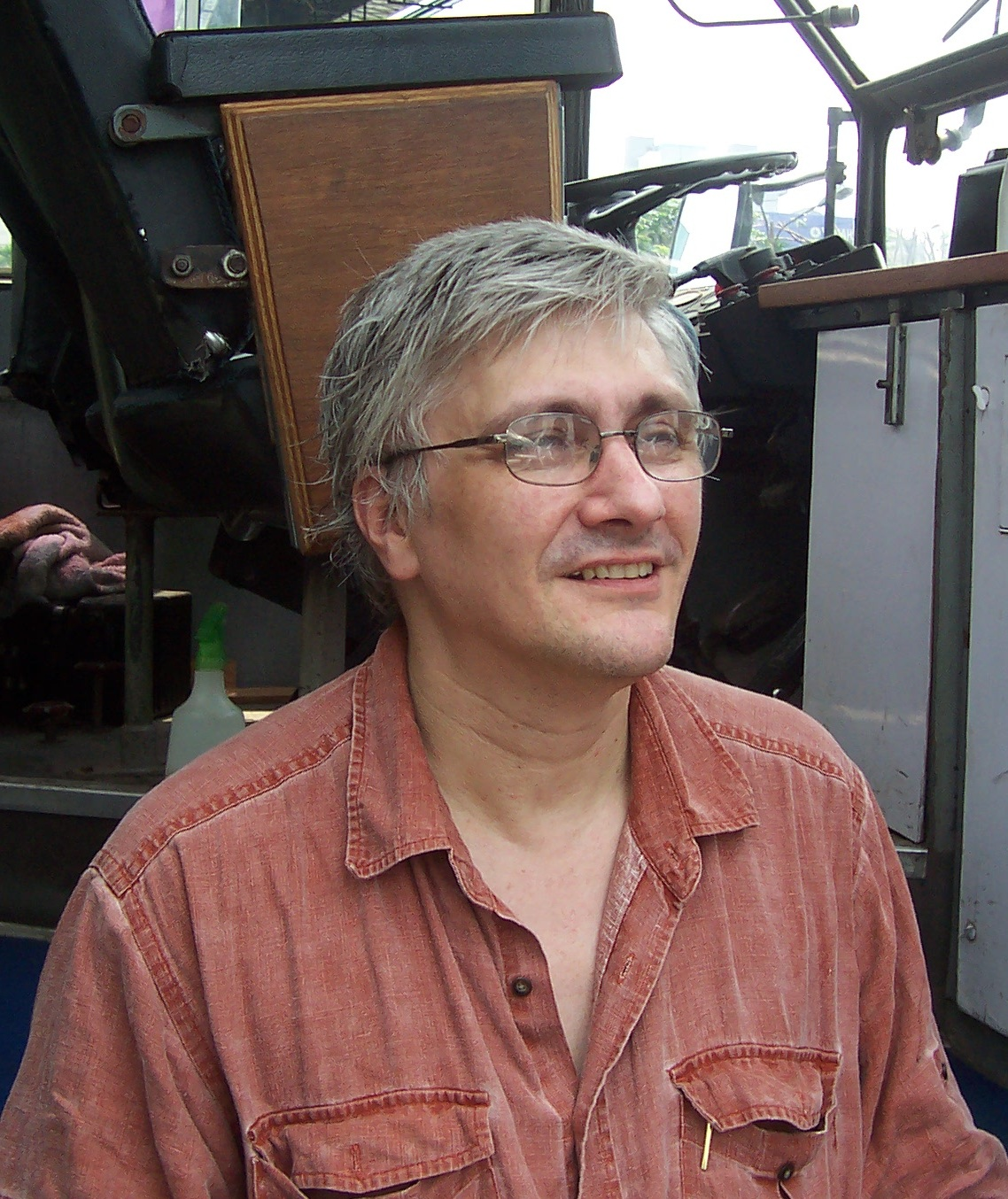
René van Helsdingen in 2008

## Levensloop
René van Helsdingen is geboren in Indonesië onder de naam Rene Peter Onno Rubiono van Helsdingen. In Nederland volgde hij lessen klassieke muziek op de piano (1962-1972). Zijn liefde lag echter bij de jazz. Van Helsdingen trad bijvoorbeeld op tijdens het Delftse jazzfestival (1975). In 1977 sloeg hij een andere weg in door een studie mijnbouw te beginnen aan de Technische Universiteit Delft. Ondertussen speelde hij zijn eerste album vol (1978). De studie liet hij voor wat het was. Hij vertrok in 1979 naar Los Angeles, Californië en speelde met Charles Owens, Leroy Vinegar, Obie Jessie, Kent Brinkley, Brian Batie, Edmond Allmond, en Billy Higgins. Hij kreeg daar nog verder jazzonderricht. Vanaf 1981 toerde hij door met Peter Guidi, Essiet Okon Essiet, Don Mumford, Henk Zomer en vele anderen. Vanaf 1988 speelde hij samen met violiste Luluk Purwanto in de groep Luluk Purwanto & the Helsdingen trio, bestaande uit verschillende ritme secties met o.a. Essiet Okon Essiet, Marcello Pellitteri, Donald Dean, Henry-the skipper-Franklin. Vanaf 1973 tot 2018 speelde hij in het Rene van Helsdingen Trio.

## Albums (selectie)
- 1978: Piano
- 1979: One minute Willie
- 1980: After the third window
- 1980: Solo 79-80
- 1981: Motivation
- 1982: Heldsingen and Superlight Quartet
- 1983: Smirnoff Quintet
- 1985: Helsdingen Jazz
- 1985: Impressions of China
- 1986: Impressions of Indonesia
- 1986: Onyx
- 1987: Protection
- 1987: Spirit of spring
- 1987: Buddha said
- 1989: The waltz
- 1992: Ojongono
- 1994: The stage
- 1999: Born Free
- 2000: FILM2000
- 2002: Brushes te clip
- 2004: Impressions of a tour
- 2007: Aysha
- 2010: Water, all of it